# Жеден
Жеден (на македонска литературна норма: Жеден) е планина в Северна Македония. Простира се в посока югозапад – североизток между Скопската котловина на изток и Положката котловина на запад. Заема площ от 109 кв. км. Билото е заоблено. Най-високата точка е връх Голем камен (1264 м).
Жеден е безводна планина, макар и в подножието ѝ да има няколко извора. Най-голям е извора Рашче с дебит 6 куб. м/сек. Той е един от водоизточниците на Скопие.